# Siedem czerwonych róż, czyli Benek Kwiaciarz o sobie i o innych
Siedem czerwonych róż czyli Benek Kwiaciarz o sobie i o innych – polski film telewizyjny z 1972 roku na podstawie opowiadań Marka Nowakowskiego. Jest to sześć historii, które łączy aktor grający główną rolę.

## Opis fabuły
Teczka
Władek wraz z kolegą jadą na delegację. W teczce jest 40 tysięcy na wypłaty. Idą do knajpy na obiad obficie zakrapiany wódką i płacą służbowymi pieniędzmi. Kolega chce iść "w Polskę", ale Władek wykrada teczkę i ucieka. Prosi napotkanego milicjanta o odprowadzenie do hotelu, ale ten zabiera go na komisariat, żeby wyjaśnić skąd ma tyle pieniędzy. Następnego dnia pojawia się kolega i składa wyjaśnienia.
Odmieniec
Kapral Jankowski jest świadkiem jak hipis zostaje zaczepiony przez chuliganów.
Palto
Dyrektor Wocek podaje się do dymisji. Pozbawiony stanowiska traci wszystko.
Zimna Woda
Inżynier Bartkowiak wyjeżdża z szefem i jego kochanką do ośrodka sportowego w Zimnej Wodzie. Próbuje zdobyć zaufanie dyrektora, ale niefortunnie wpada do wody.
Kierownik Grad
Kierownik rządzi domem kultury i z oddaniem "zabezpiecza" różne imprezy. Ale z tym to różnie wychodzi.
Benek Kwiaciarz
Benek jest starym drobnym cwaniakiem, który ma tylko jedną słabość - kobiety. Zawsze im wręczał kwiaty stąd ksywa "Kwiaciarz". I ta słabość go zgubi.

## Obsada
- Zdzisław Maklakiewicz − Władek (nowela "Teczka")/kapral Stanisław Jankowski (nowela "Odmieniec")/dyrektor Wocek (nowela "Palto")/inżynier Zdzisław Bartkowiak (nowela "Zimna Woda")/kierownik Grad (nowela "Kierownik Grad")/Benek "Kwiaciarz" (nowela "Benek Kwiaciarz")
- Bogdan Baer − kasjer Jan Babiak (nowela "Teczka")
- Piotr Garlicki − hipis (nowela "Odmieniec")
- Jan Himilsbach − następca Benka "Kwiaciarza" (nowela "Benek Kwiaciarz")
- Henryk Hunko − koleś zaczepiający hipisa (nowela "Odmieniec")
- Renata Kossobudzka − pani Irena, sekretarka dyrektora (nowela "Palto")
- Krzysztof Kowalewski − koleś zaczepiający hipisa (nowela "Odmieniec")
- Wacław Kowalski − dyrektor (nowela "Zimna Woda")
- Eliasz Kuziemski − profesor Niewiadomski (nowela "Kierownik Grad")
- Wanda Łuczycka − szatniarka (nowela "Palto")
- Ferdynand Matysik − Snitko, pracownik domu kultury (nowela "Kierownik Grad")
- Jan Nowicki − kierownik budowy ośrodka "Zimna Woda" (nowela "Zimna Woda")
- Witold Pyrkosz − mężczyzna zaczepiający Babiaka (nowela "Teczka")/inżynier Nowicki, kolega Bartkowiaka (nowela "Zimna Woda")
- Ryszard Wachowski − koleś zaczepiający hipisa (nowela "Odmieniec")
- Krystyna Borowicz − żona badylarza (nowela "Benek Kwiaciarz")
- Jerzy Moes − urzędnik (nowela "Benek Kwiaciarz")

i inni